# 惠阳话
惠阳话是一种通行于广东惠州市、东莞市、深圳市一带（原惠阳地区）的客家語方言，以惠阳区淡水话为代表口音。根据1987年版《中国语言地图集》，惠阳话被归类在客家语粤台片新惠小片，而在2012版的《中国语言地图集》,惠阳话则被归类在客家语粤台片梅惠小片。

## 分布情况
惠州地区客家语学术上称之为惠阳客家语，惠阳客家语大多属客家语粤台片新惠小片 原惠州地区以及由此迁出的能够与今惠阳区客家语较顺畅交流的客家语统称为惠阳话，以淡水话为代表。惠阳话是客家语的强势方言之一，广泛流传于海内外。国内主要通行于惠州的惠阳区、惠东县、大亚湾以及惠城区部分、博罗县大部分、龙门县部分，以及深圳的龙岗区、盐田区等，东莞的樟木头、清溪、凤岗，广州的增城部分，河源下辖的龙川、紫金等县的部分地区，江门台山的赤溪镇，中山的五桂山，贺州部分地区，香港新界地区；国外主要流行于新加坡、马来西亚（沙巴，吉隆坡，槟城等）、印尼、牙买加等惠阳籍华人华侨之中。使用惠阳话的总人数在500万以上。

## 音韵系统
惠阳话有17个声母（包括零声母），56个韵母，6个声调。

## 语音特点
1. 古全浊声母字今读塞音与塞擦音时，不论平仄，今读送气清音
2. 古非组声母部分字今音文读是[f v]，白读是[p p' m]
3. 古泥母来母一般不混，泥母读[n]，来母读[l]，不过有小部分泥母字读[l]，来母字读[n]
4. 古精组与古庄知章组字今音一律读舌尖前音[ts ts' s]
5. [h]不拼[u u-],古晓母匣母字逢[u u-]今读[f]声母
6. 无撮口呼韵母
7. 鼻音韵尾[m n ŋ]与入声韵尾[p t k]对应整齐
8. 古合口字逢[k k']声母今多读开口
9. 古上声全浊与次浊声母部分字今读阴平